# Памятник воинам-интернационалистам (Николаев)
Па́мятник во́инам-интернационали́стам — монумент в украинском городе Николаеве. Посвящён воинам, погибшим на Афганской войне 1979—1989 годов. Расположен на аллее боевой Славы в мемориальном парке «Победа».

## История

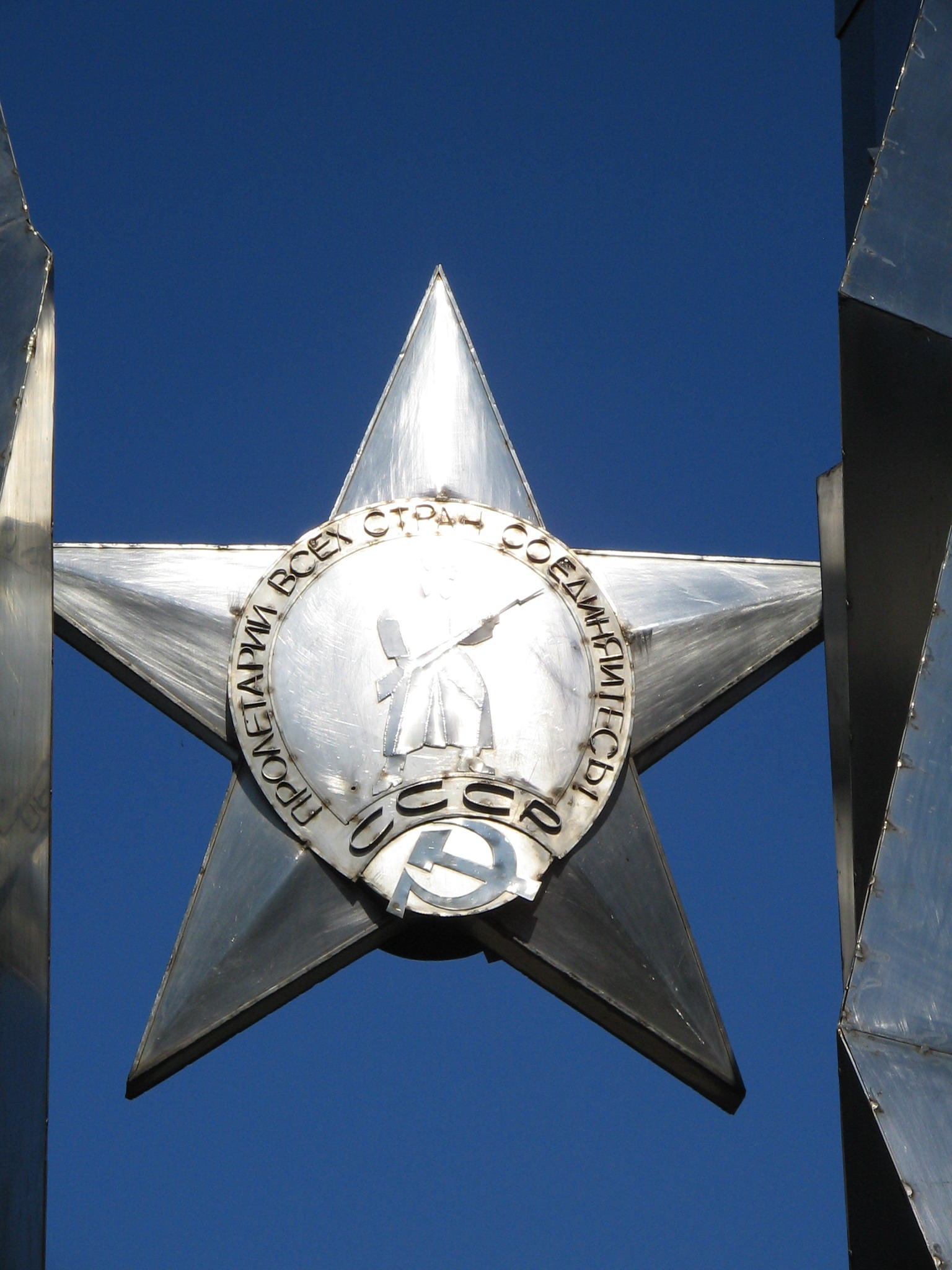
Орден Красной Звезды в разрыве символических скал

Монумент воинам-интернационалистам был создан на пожертвования организаций ветеранов афганской войны, на личные вклады воинов-интернационалистов при поддержке городской администрации Николаева. Автором памятника выступил украинский архитектор и скульптор Юрий Стешин.
Памятник выполнен в виде гранитной скалы с рваными краями, другая интерпретация памятника утверждает, что это земля, взметнувшаяся ввысь от взрыва мины.
Оба варианта были положены в сюжет создателем монумента, ведь значительную часть Афганистана составляют горы, хотя и в пустынях этой страны, подорвавшись на минах, погибло немало советских, в том числе и николаевских, солдат.
В разрыве «скал» вставлен орден Красной Звезды — им чаще всего награждали воинов-афганцев. На гранитных плитах у подножья памятника выгравировано 64 фамилии жителей Николаева и Николаевской области, погибших на войне.
Открытие памятника состоялось 9 мая 1992 года. В церемонии открытия приняли участие ветераны-афганцы, спецназовцы, штурмовавшие дворец Амина, представители ветеранских организаций, жители города и почётные гости.
Ежегодно 15 февраля, в день вывода советских войск из Афганистана, возле памятника собираются воины-интернационалисты, ветераны Великой Отечественной войны, чтобы поклониться павшим и обнять живых.
Всего в Николаевской области проживает около 4 тысяч воинов-интернационалистов, из них около 3600 — ветераны Афганской войны.

### Строительство
Памятник воинам-интернационалистам в Николаеве строили три года. 15 февраля 1989 года был установлен закладной камень, началось строительство. Сроки сдачи часто отодвигались: то не хватало денег, то стройматериалов. Наконец, 9 мая 1992 года памятник всё же был открыт.

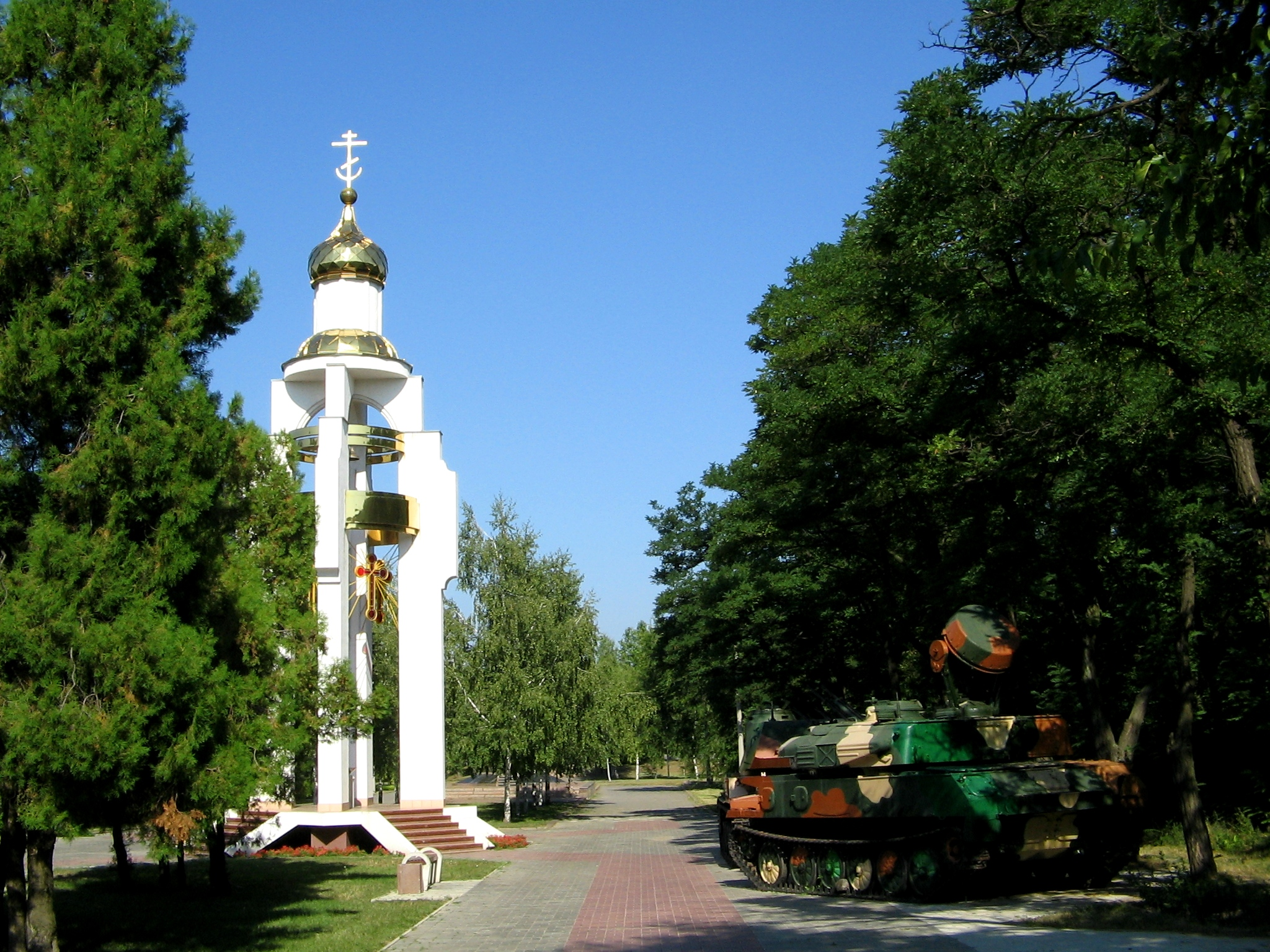
Колокольня Александра Невского на аллее боевой Славы

«Несмотря на резкое удорожание и дефицит стройматериалов, в городе все же был достроен и 9 мая открыт памятный знак погибшим в Афганистане. На него было собрано 110 тысяч рублей - личных и коллективных» — писали городские газеты.
Контролировал ход строительных работ представитель Президента Украины в Николаевской области Анатолий Кинах, активное участие в строительстве принял участник боевых действий на Кубе Анатолий Шаблистый, поддержку оказали: председатель Украинского союза ветеранов Афганистана Сергей Червонопиский, председатель Николаевского областного совета народных депутатов Иван Грицай, городской голова Николаева Юрий Сандюк.
12 лет памятник простоял в одиночестве на малолюдной аллее в парке Победы. В 2004 году по проекту архитектора Анатолия Григоренко, руками работников НСУ-139 и под патронатом городского головы Николаева Владимира Чайки рядом с памятником была построена колокольня в честь великого князя, знаменитого полководца Александра Невского.
В 2017 году рядом с аллеей боевой Славы интернационалистов планируется строительство аллеи Славы Героев АТО с соответствующим памятным знаком. Данное решение инициативной группы участников АТО было неоднозначно воспринято представителями обоих сообществ.